# Samorost 2
Samorost 2 je flashová point-and-click adventura vyvinutá českou firmou Amanita Design. Samorost v češtině znamená kořen nebo kus dřeva, který připomíná zvíře, člověka nebo nějakou nestvůru. Také je to výraz pro člověka, jenž se nestará o zbytek světa.

## O hře
Samorost navazuje na předchozí díl Samorost. Oproti prvnímu dílu byl na její vytvoření přizván animátor Václav Blín, který se posléze stal členem studia. Hudbu pro hru vytvořil Tomáš Dvořák, který vystupuje pod přezdívkou Floex.
Hrdinou hry je opět jako v předešlém dílu malý trpaslík, kterému mimozemšťané unesou psa a on se ho vydává zachránit. První půlka hry se odehrává na domovské planetě těchto zlodějů, přičemž v druhé se snaží zachránit z planety jiné, na které spolu se svým psem po úspěšné záchraně z první planety ztroskotal.

## Vydání a způsob distribuce
První část hry je k dispozici zdarma jako demoverze, celou hru i s druhou částí je nutné zakoupit buď jako stažitelnou verzi přes internet nebo na CD. První vydání hry na CD bylo dostupné jako digipak a kromě datové stopy se hrou obsahovalo i běžnou audio stopu se soundtrackem.

## Tvůrci
- Jakub Dvorský
- Václav Blín (animátor)
- Tomáš Dvořák – Floex (hudební skladatel)

## Ocenění a nominace
- Internet Tiny Awards – Site of The Month
- HOW magazine – Top 10 (duben 2006)
- 4,5 z 5 hvězdiček – Adventure Gamers online magazine